# U型潜艇

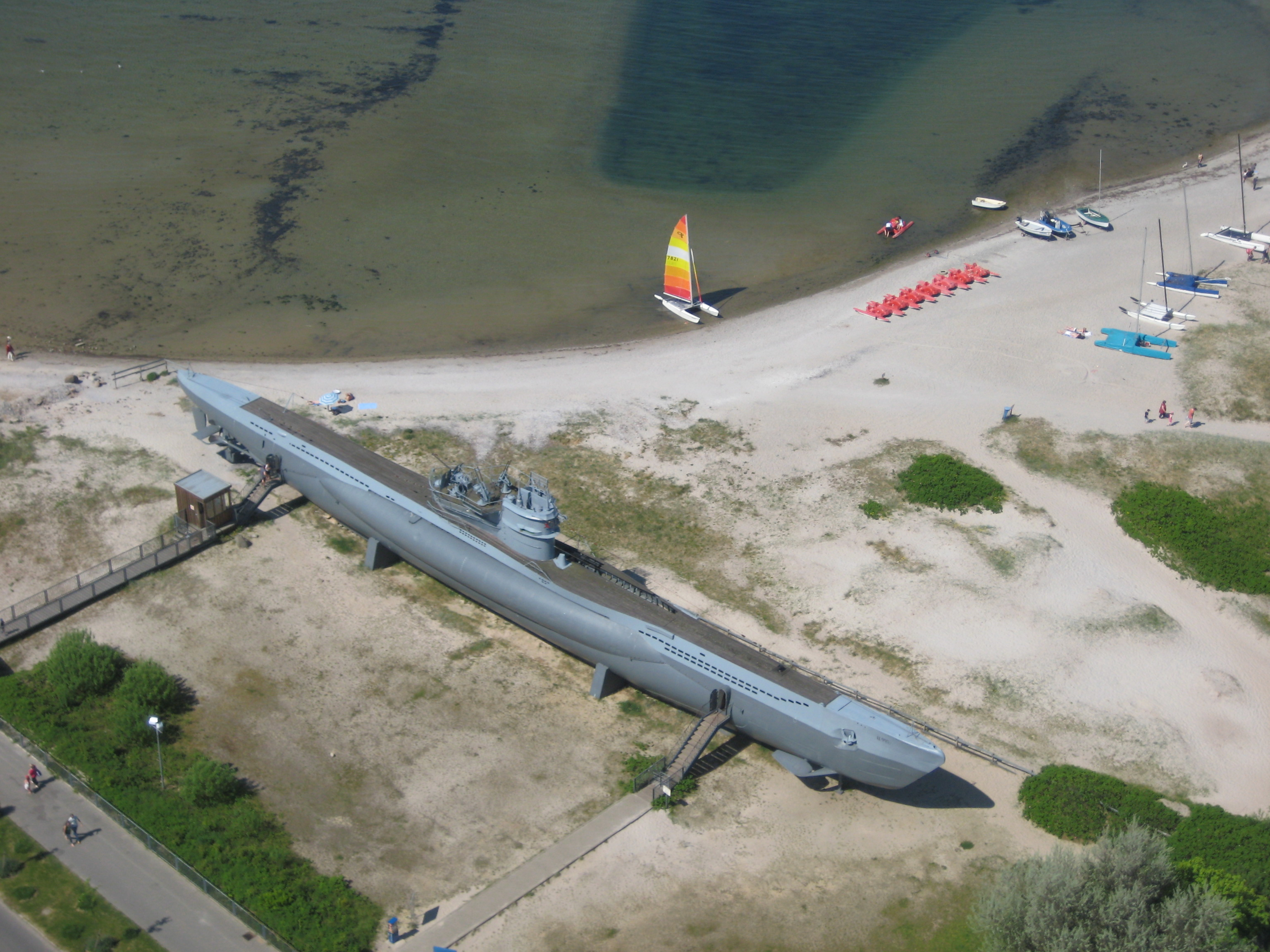
陳列於海邊的U995號U型潜艇（2008年）

U型潜艇是特指在第一次世界大战和第二次世界大战时，德國使用的潜艇。由于德国潜艇的编号都用德文“Untersee-boot”（意思为“潜艇”，按照英文直译写法为Undersea boat，简称U-boat）的首字母U加数字命名，如U-511。为了区别于同盟国的潜艇（英语为「submarine」），在英语裡使用「U-boat」来称呼德国潜艇。中文翻译为“U型潜艇”。

## 概况

### 早期的U艇（1850-1914）
德國建造的第一艘潛艇為Brandtaucher，可乘員三人，在1851年2月1日的一次試潛中於基爾港沉沒。 該潛艇是發明家和工程師威爾亨·鮑爾在1850年設計，由施韋費爾和霍華德建造於基爾。在1887年的疏濬時重新發現了Brandtaucher；後來將其拉起，並在德國進行歷史陳列。
隨後在1890年，按照諾登費爾特的設計建造了諾登費爾特一號和諾登費爾特二號。1903年，位於基爾的弗里德里希·克虜伯日耳曼尼亞造船廠完成了德國製造的第一艘全功能潛艇「Forelle」，克虜伯在1904年4月日俄戰爭期間將其出售給俄羅斯。SM U-1是一艘完全重新設計的卡普級潛艇，只建造一艘，1906年12月14日於德意志帝國海軍服役。
第一批在德國製造的潛艇建造於1850年，由德國發明家威爾亨·鮑爾（1822年12月23日-1875年6月20日）製造。這項工程延續到1890年由諾登非厄特設計製為W1與W2潛艇。在1904年位於基爾的克魯勃船塢廠完成了售予俄羅斯的潛艇；真正為德國海軍製造的潛艇建造於1905年。

### 第一次世界大戰
第一批德國潛艇為“卡普”（Karp）級潛艇，採用双层船壳（double hull），以科庭式煤油引擎（Korting kerosene engine）作為動力，武裝僅有區區一具魚雷發射管，這就是剛剛設計的U-1号潜艇。等到下一艘U-2出現時，就足足比U-1艇大上50%的體積，並且擁有兩具鱼雷發射管。不過柴油引擎一直到1912年與1913年間才開始裝置在U-19潛艇上。在第一次世界大戰開打時，德國海軍一共有13種不同級別共48艘潛艇，但是就役的只有29艘，餘下的還在建造中。德意志帝國海軍在此次戰爭將SM U-1用於訓練，後來於1919年退役，目前仍在慕尼黑的德意志博物館展出。
一战期间，在英国皇家海军的强大压力和严密封锁中，处于劣势的德国公海舰队水面舰艇部队在大部分时间里都不敢轻举妄动，而U型潜艇却频频出击，承担起对敌攻击的大部分任务，先后通过有限制进攻作战和无限制潜艇战，重创了敌方的海上交通线，几乎切断了英国的海上经济命脉。需要特别指出的是当时的潜艇，只要有可能，一般保持水面航行状态，只有在发起攻击或受到威胁时才会紧急下潜，从而达到战术突然性和隐蔽性。经过4年多的搏杀，第一次世界大战以同盟国的失败结束，1919年－1922年，取得胜利的协约国先后通过《凡尔赛条约》、《华盛顿海军条约》等一系列的惩罚性条约，对战后的世界进行了实质性的重新瓜分，为下一场世界大战的爆发埋下了隐患。
1914年至1918年期间，德国海军用体积小（1000吨以下）、数量少（发动战争时僅有29艘）、速度慢（水面约12节，水下不足10节）而且本身不坚固、容易遭受敌人攻击的U型潜艇，光是開戰後十週之內，英國皇家海軍就有五艘戰艦損失在U型潜艇的攻擊中，尤其在1914年9月22日，U-9潛艇在著名的奧托·韋迪根艦長手上於一個小時內，以艦上僅有的六枚魚雷擊沉皇家海軍HMS Aboukir（阿布基爾號）、HMS Hogue（霍格號），以及HMS Cressy（克雷西號）一共三艘萬噸級裝甲巡洋艦。皇家海軍是役損失高達36,000噸的戰艦（克雷西級戰艦排水量都在12,000噸左右），以及1,459名水兵陣亡。U-9潛艇在創下豐碩戰果23天後，又擊沉了一艘英國皇家海軍排水量7,770噸的愛德加級巡洋艦HMS Hawke（老鷹號）。U型潜艇在4年内击沉了协约国舰船数百万吨，成绩十分惊人。

### 第二次世界大戰

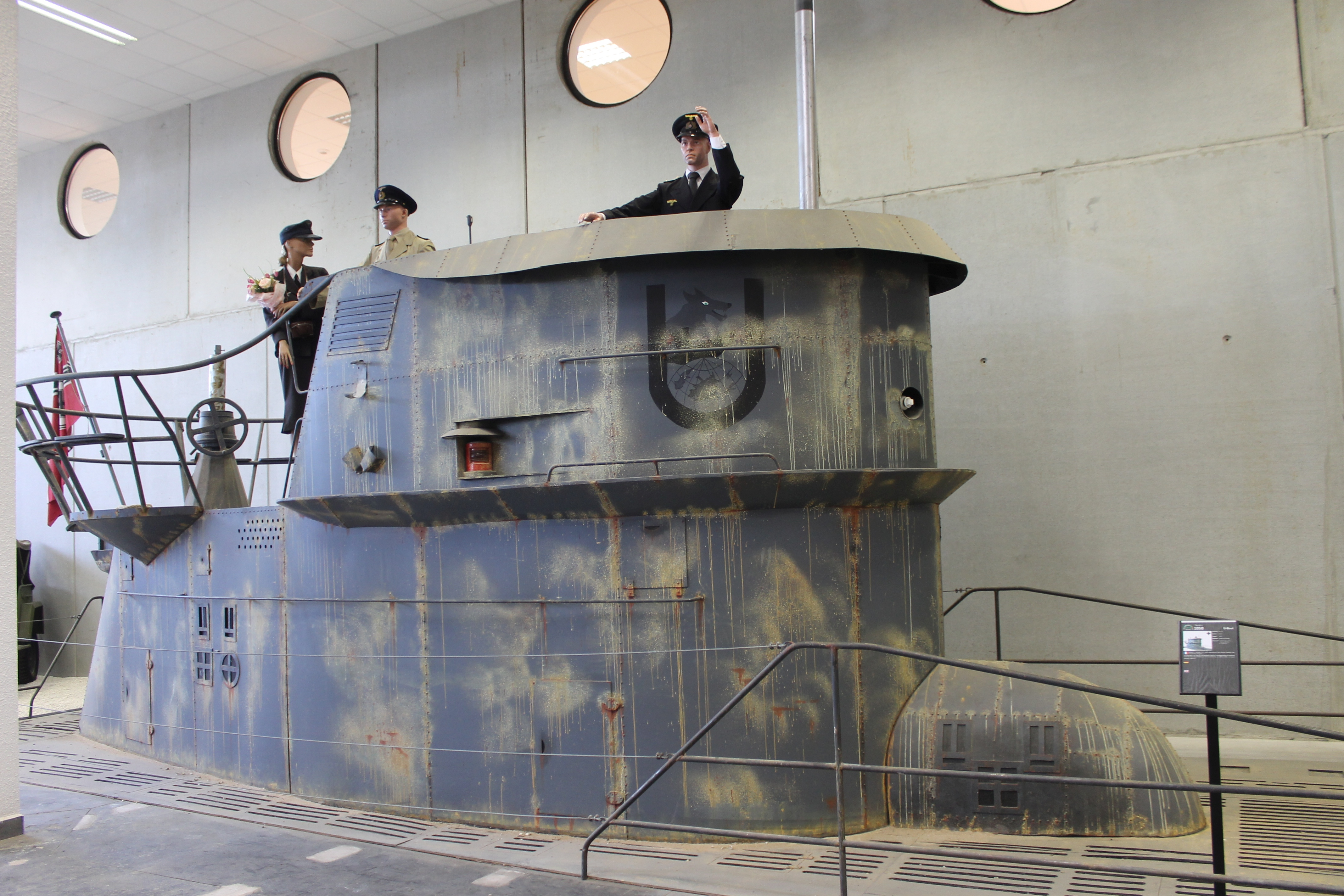
一個典型的U艇帆罩

仅仅20年之后，第二次世界大战爆发。在两次世界大战中，德国的U型潜艇击毁了大量敌舰，这成为大战的一个显著的特点。德国与盟国之间为了破坏和保护海上交通线，展开了一场大规模的战役——大西洋海战。严格地讲，大西洋海战并非一场独立的海战，而是一场旷日持久的海上战争，有时也被形象地称为“海上阵地战”。在大西洋海战中，英德双方投入了全部的海上力量，整个美国海军大西洋舰队都参与到战争中，前后历时共计5年零8个月，成为战争史上持续时间最长、程度最复杂的一场海战。正是在大西洋海战中，德国的U型潜艇一举成名。被称为“潜艇战教父”的邓尼茨将谋划二十余年的狼群战术（此为英国人的叫法，德国人称之为“结群战术”）付诸实施，在战争中接受最严酷的实战检验。战后，英国首相温斯顿·丘吉尔在他的回忆录裡写道：“战争中最使我心惊胆战的是德国潜艇的威胁。”
就这样，在大西洋战场上，德国的U型潜艇又一次占据了主导地位。从1939年第二次世界大战爆发，到法国沦陷，直至1941年3月，德国U型潜艇在邓尼茨的狼群战术思想的指导下，对英国商船和运输队发起袭击并取得了辉煌战果，进入了所谓的第一阶段的“美好时光”（happy time，或译“欢乐时光”）。与此相反，盟国海上运输线几乎被切断。
在这危难的时候，丘吉尔发出了呼救声，得到了美国总统罗斯福的积极响应。根据《租借法案》，大批美国海军老式驱逐舰横渡大西洋，抵达英伦三岛，编入英国皇家海军进行反潜护航作战，整个战局大为改观。

## 第一次世界大战时的U型潜艇
作为一种主要的海上武器系统，潜艇的发展壮大并非得益于一场大规模的海战。第一次世界大战期间的德国潜艇战，对于形成第二次世界大战期间的世界海军战略产生了重大影响。
早在战前的美国内战时，潜艇作为一种廉价的海岸防御武器就已经投入使用，但是直到19世纪后期的一系列技术进步之后，才发展成为一种有效的海上武器。在德国皇帝威廉二世的大力支持下，被称为“德国海军之父”的阿尔弗雷德·提尔皮茨海军上将，将德国海军从一支小型近海护航运输队建设成为一支远洋舰队。
起初，提尔皮茨对于发展潜艇并无兴趣，他倾向于建设一只大型的水面舰队。直到1904年德国海军才订购了第一艘潜艇——U-1。到1914年8月，德国已经建成了28艘U型潜艇，另有16艘正在建设中，第一批4艘U型潜艇由于艇身太小无法投入实战，最后用做教练艇。剩余24艘作为作战潜艇，也称为“前线潜艇”，编为两个潜艇支队。
一战期间，潜艇虽然能够执行水下作战任务，但是仍然需要克服许多不利因素的影响：首先，由于水下航速和续航能力有限，使潜艇很难追上攻击目标；其次，仅仅凭一名操作潜望镜的艇员进行搜索和判断，潜艇在水下航行时很难发现目标。相反，当潜艇在水面航行时，大多数艇员都可以加入到侦察行列中，从而扩大了搜索范围。另外，由于潜艇外形轮廓小，在海面上不易暴露。发现目标后，潜艇习惯在水面实施追击和进攻，这是因为能够获得较快的航速，从而使攻击和撤离更加方便机动。正是由于这些原因，在战争早期，对于一些价值不大的目标，潜艇指挥官们一般会寻求在水面使用甲板火炮进行攻击，以节约价格昂贵的鱼雷。

### 首次参战
1914年8月6日凌晨，德国海军第一潜艇支队从黑尔戈兰湾出航执行作战任务，每艘潜艇间隔11公里，成纵队队形向西北方向前进。在最初两天裡没有发现一艘敌国船只。8月8日正午，U-15号潜艇发现3艘英国战列舰，于是紧急下潜，并对其中的君主号战列舰发射了一枚鱼雷，但偏离了目标。受到惊吓的3艘战列舰很快消失在大海中。当日傍晚，执行任务的所有U型潜艇都已抵达巡逻区的最北端，但仍无收獲，他们决定掉头沿原路返回德国。在返航途中，第一潜艇支队接到命令，在南奥克尼群岛附近海域待命39小时，准备伏击一支路过该海域的英国小型舰队。但是，保持水面航行的做法成为了德国海军U-15号潜艇毁灭的致命错误。8月12日3时40分，英国皇家海军伯明翰号巡洋舰发现了正在水面航行的U-15号潜艇，立即发起了攻击。当时，该潜艇并没有发现自己的危险境地，当醒悟过来时已来不及躲避，伯明翰号直接撞击U-15号潜艇的艇身中部，使其断为两段，残骸在海面上漂了片刻即沉入海底，全体艇员无一生还。半小时之后，U-18号潜艇发现了另外一艘英国巡洋舰，但还未采取行动，该舰已经消失在暴风雨中。8月12日下午，第一潜艇支队在毫无收获的情况下回到母港。这次巡逻中，除了U-15号潜艇被撞毁外，还损失了U-13号，该艇于8月12日上午意外失踪。

### 首次胜利
1914年8月15日，也就是第一潜艇支队首次参战回到母港后的第三天，U-21号潜艇与英国皇家海军“探险者”号轻巡洋舰在斯塔布角遭遇。当时海面上风高浪急，天气恶劣，U-21号潜艇发射的鱼雷准确击中了“探险者”号巡洋舰的弹药舱，该舰发生剧烈爆炸，随即沉入海底。
两星期之后的9月22日，U-9号潜艇在北海以南英吉利海峽以東处的海域获得了首场大捷。
当时，U-9潜艇在“寬十四（噚）”海域進行巡邏（荷蘭以西外海，多格灘以南的淺水域）。湊巧的是阿布基爾號，霍格號，克雷西號，以及尤瑞阿勒斯號（HMS Euryalus）與其他驅逐艦也在該海域進行阻止德國船隻進入英吉利海峽的巡邏任務。由於惡劣的海象與燃煤量不足的問題，因此英國皇家海軍大臣溫斯頓·邱吉爾於9月17日命令三艘戰艦以及另外一艘戰艦撤回母港哈瑞芝（Harwich）。
17號當日，惡劣海象迫使小噸位的驅逐艦群先行撤離艦隊；三天後尤瑞阿勒斯號的燃煤量見底，也先行撤回。22日天候逐漸緩和，然而能見度依舊有限。此時三艘巡洋艦仍然正在進行巡邏任務。清晨6點，三艘巡洋艦以時速10節（約每小時19公里）的速度航行，有限的能見度妨礙了巡洋艦上瞭望的水兵，但是不足以阻礙U-9号觀測到他們的行蹤。
U-9艦在發現目標後于是快速下潜，在监视中不断接近目标並且经過确认後，確定是英国皇家海军的3艘装甲巡洋舰。由於三艘戰艦並未機警地採用“之”航以確保不會遭到跟蹤與襲擊，所以大约50分钟后，U-9潜艇就进入了最佳攻击位置。艦長奧托·韋迪根发射了第一枚鱼雷，准确击中了“阿布基尔”号巡洋舰，该舰的龍骨立刻遭到攻击並向左舷倾斜，舰员纷纷落水，並且在20分鐘內沉沒，527人罹難。
此時“克雷西”号和“霍格”号发现災難後誤判以為阿布基爾號是碰撞到漂浮的水雷，並且马上赶来救援，而忽视了自身面临的危险。U-9号的艇员再次填装鱼雷，并向右调转航向，用艇艏的鱼雷发射管对准了正在進行救援落水者的“霍格”号，在350米处向霍格號发射了两枚致命的鱼雷。
5分钟内，“阿布基尔”号和“霍格”号相继沉入海底。“克雷西”号艦長約翰·卓蒙（John Drummond）才意識到艦隊早已落入潛艇的攻擊圈內，於是下令撤退脫離現場。U-9号潜艇将所攜行的最后一枚鱼雷装入艇艏的2号鱼雷管，并掉转艇身，用艇艉的两具鱼雷管瞄准“克雷西”号，在大约1000米的距离朝目标发射出两枚鱼雷。尽管“克雷西”号发现了来袭的鱼雷，但在一阵躲闪之后，还是被其中一枚击中。由于不能确定一枚鱼雷能否将敌舰击沉，U-9号潜艇快速掉转艇身，将最后一枚位于艇艏的鱼雷射出，并再次击中“克雷西”号。“克雷西”号随即向右翻转，逐渐沉入海底。在用完所有六枚鱼雷之后，U-9号潜艇即向北航行，15分钟后浮出水面。这场战斗中，英国损失了三艘排水量12192吨的装甲巡洋舰，阵亡60名军官和1,459名水兵。

### 在一战中的表现
在第一次世界大战时，根据国际法的相关规定，德国U型潜艇在执行任务前，首先需要准确识别拟攻击目标，这就要求潜艇必须浮出水面，派遣艇员登上目标船只进行检查，从而确认对方是否属于合法的攻击目标。只有完全确认目标属于可攻击对象后，U型潜艇才可以将其击沉。在击沉目标之前，必须确保给予对方全体船员逃生的机会，必要时还应当给予一定的帮助。但是，在U型潜艇履行上述规则时，其自身的隐蔽性、突然性等战术优势就几乎完全丧失，所以U型潜艇在一战前期一直战绩平平。亚历山大·达夫（Alexander Duff）海军少将强调，在这种极富理性和人性的规则约束下，德国U型潜艇对协约国民用船只“将会秋毫无犯”。但是，德国海军部很快便否定了他的见解，颁布了一项新的法案，要求U型潜艇不必顾忌《捕获法案》的约束，采取更具有进攻性的战术对付所有的（无论是协约国还是中立国的）商船，一经发现全部击沉。根据这一新的法案，为了防止目标的逃脱，U型潜艇可以在潜航状态下发起攻击，从而大大提高了杀伤效果。德国政府高层中也有人反对该项法案，包括首相贝特曼-霍尔维格、海军参谋长冯·波尔（Von Pohl）海军上将，他们担心这种做法将会激怒中立国，特别是美国。
第一次世界大戰中，潛艇作為新生力量發揮了重要作用。戰後，世界各國更加重視潛艇的發展。到第二次世界大戰爆發時，各國共擁有九百餘艘潛艇，其中美國111艘，蘇聯218艘，英國212艘，法國77艘，義大利115艘，日本62艘，德國57艘。這些潛艇無論在噸位、航速、航程、潛深上，還是在武器裝備、水聲設備、電子設備以及動力裝置上都有了長足的進步。在整個二戰期間，各國共建造了1600多艘潛艇。這些潛艇取得了擊沉各種運輸船5000餘艘、2000余萬噸、擊沉擊傷各型軍艦381艘的輝煌戰果。德國雖然是一戰的戰敗國，但它的潛艇作戰成就遠遠超過其他國家，對潛艇的威力認識最深，對潛艇的作戰理論也研究最透，所以在二戰的大西洋戰場上，德國潛艇佔據了主導地位，其兇惡的U艇和著名的“狼群”都在潛艇歷史上留下了濃墨重彩的一筆，詳細內容請看後面章節所描述的狼群戰術。

## 第二次世界大战的U型潜艇

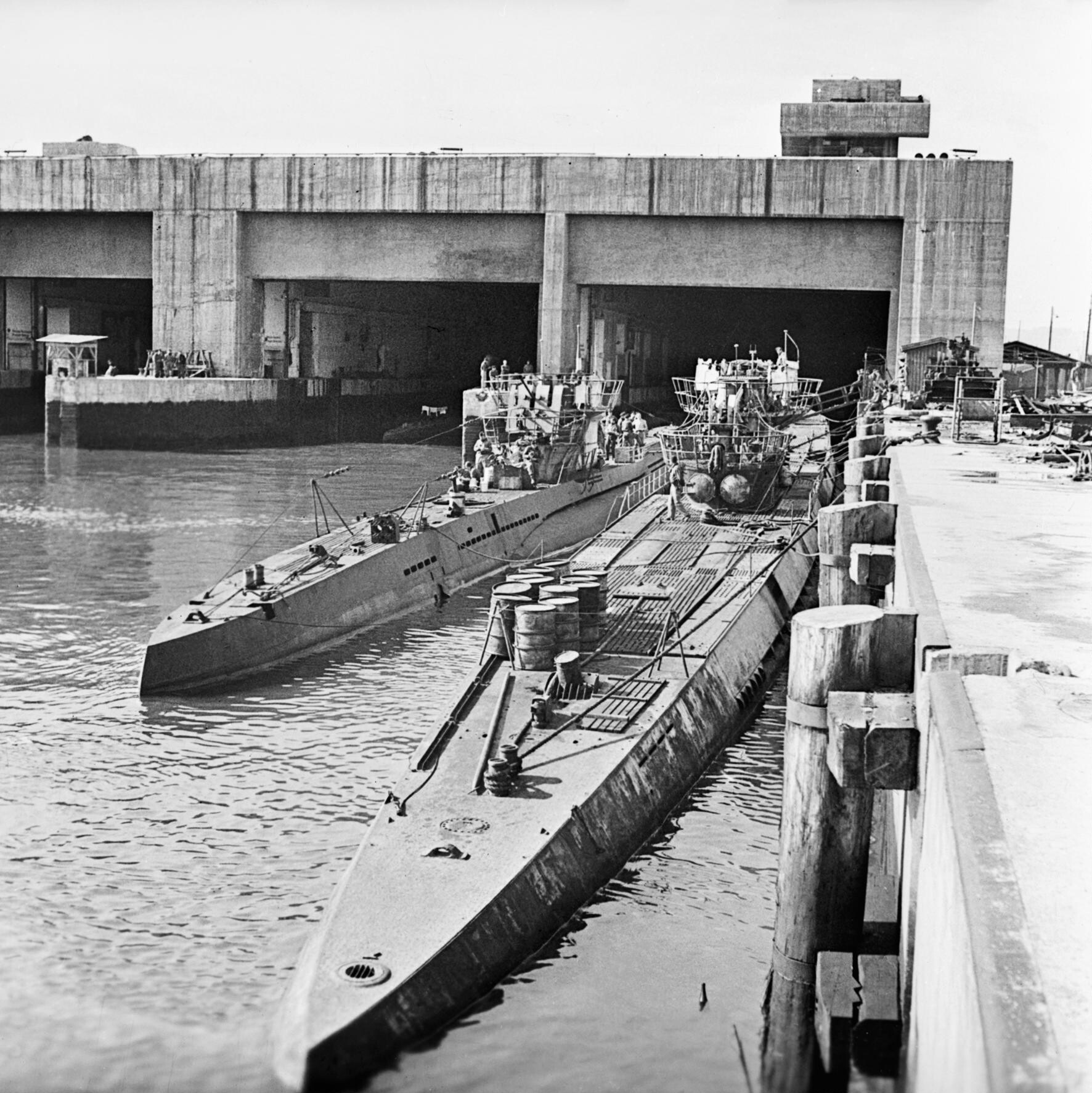
Type VII和Type IX型於1945年

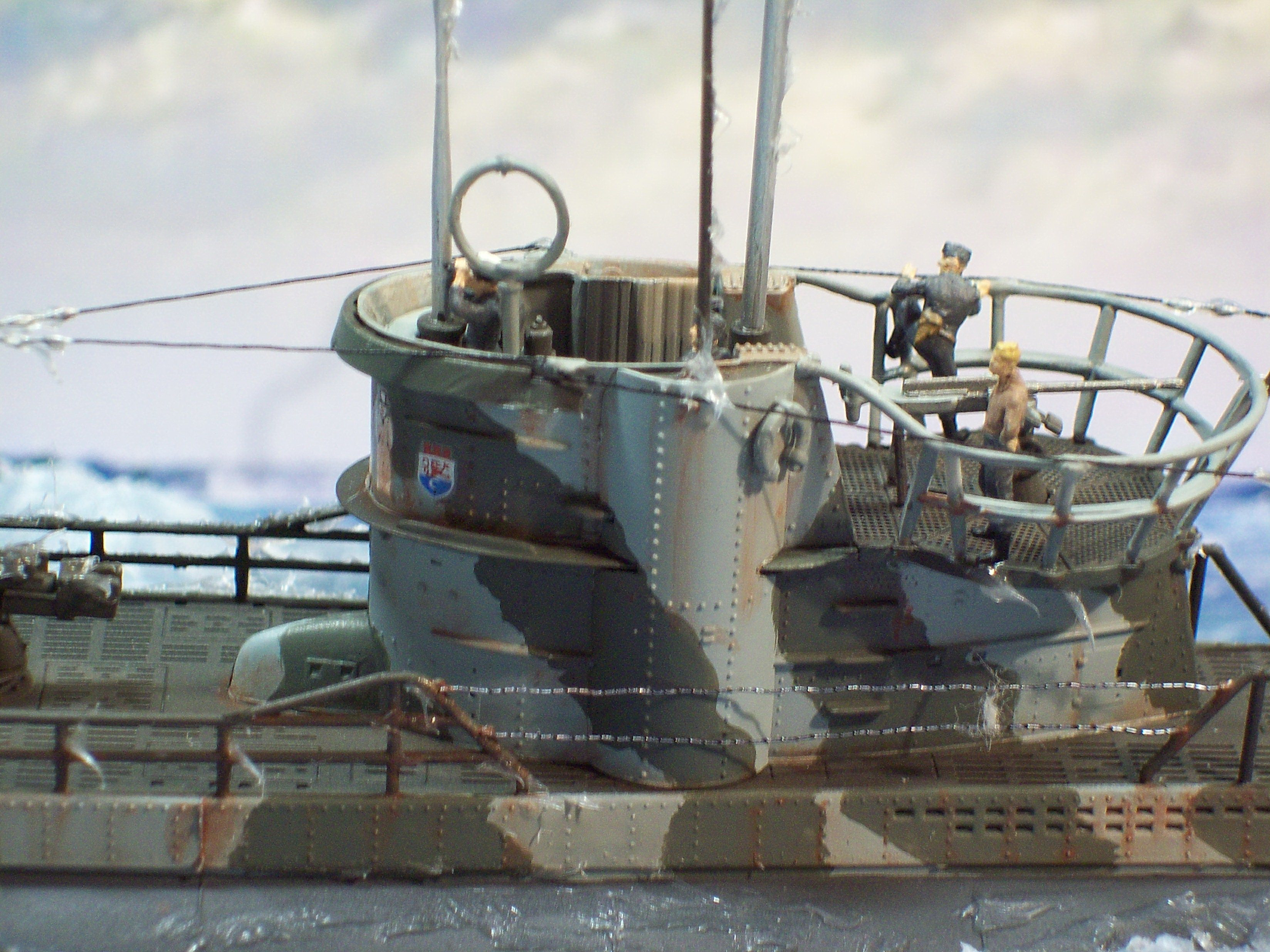
U-VIIC潛艇帆罩模型近影

一戰結束後簽訂的《凡爾賽和約》規定德國不得建造潛艇，不得發動無限制潛艇戰。但德國一方面在國內秘密研究潛艇，一方面又先後向國外訂購了8艘潛艇。1935年3月16日，德國公然撕毀了《凡爾賽和約》；僅僅三個月之後，德國戰後製造的第一艘潛艇——U-1號艇便於6月15日下水。到這年9月，德國共建造了9艘潛艇，並成立了一支潛艇部隊－“韋迪根”潛艇隊，其指揮官便是大名鼎鼎的鄧尼茨。到1935年底，德國潛艇部隊已經擁有了24艘潛艇，其中18艘是Ⅱ型。
U艇為耐壓艇殼構造，艇身為細長的鋼鐵製造的圓筒，設有防水設施。耐壓艇殼外側設有巴拉斯特槽，下方有海水活門。將空氣充到槽中，潛艇的浮力加大，潛艇就會上浮。如果打開海水活門及空氣活門，海水就會進入槽中，空氣被擠出，潛艇就可下潛。設在艇體外側的燃料庫構造巧妙，既不會因為燃料被消耗而出現空隙產生不必要的浮力，也不會在潛航時因壓力過大而塌毀。
U型潜艇採用兩種推進裝置，双机共轴（即一台柴油机和一台电动机前后排列，输出动力到同一根螺旋桨轴上）对称布置、双轴双（螺旋）桨推进。兩台柴油機在水上航行時使用，最大水面航速15－18节（视具体型号）；水下則使用由蓄电池帶動的两台電動機。电池组很重（其中XXI型的两个电池组重达600吨），电池组电力耗尽后需要上浮使用柴油机充电，充電時間较长，后期装备了通气管后可以在潜航状态下充电。
柴油机带动的U型潜艇的水面航速不高，仅能追赶一些慢速商船，而在水下最大航速更是只有不到10节，一般4节左右（XXI型除外，因其配备了600吨重的高能电池组加之流线型的艇身设计，能够以水下17节这样前所未有的高速持续作战一小时），相对的，驱逐舰最高30节速度，实际反潜作战中由于需要使用主动声纳和水听器（Hydraphone），船速一般仍有10－15节，U型潜艇在水下面对敌方驱逐舰的深水炸弹很难规避，机动性的不足是U型潜艇的一个致命缺点。

### 二战U型潜艇的型号/参数
第二次世界大战期间，纳粹德国海军有I型(1型)、II型(2型)、VII型(7型)、IX型(9型)、X型（10型）、XI型(11型)、XII型(12型)、XIV型以及XXI(21型)、XXIII（23型）型用于作战。注：XI、XII是巡洋潜艇，只有大量火炮，跑得快，所以几乎不参战。I、II型因其各有缺点（I型难以快速下潜，II型太小）分别只建造了2艘（U25、U26）和18艘（U1-U18）。X型是布雷潜艇，XIV型是补给潜艇。
所有潜艇型号皆以罗马数字命名，其中各型号还有一系列改进型号，如改进自IIA(2A)型的IID(2D)型，VII系列有VIIB(7B)、VIIC(7C)、VIIC/41等，IX系列有IXB(9B)、IXC(9C)、IXC/40等。
各系列各型号的主要参数如下：
II系列
| IIA型        | 1934-1935                                                                                                |
| 參數         | 數據 |
| 排水量       | 水面254噸 / 水下303噸 / 總計381噸                                                                        |
| 長度         | 40.9米(134尺2寸) 全長 / 27.8米(91尺2寸)壓力殼                                                            |
| 寬度         | 4.1米(13尺5寸) 全長 / 4米(13尺1寸)壓力殼                                                                 |
| 高度         | 8.6米(28尺3寸)                                                                                           |
| 吃水深度     | 3.8米(12尺6寸)                                                                                           |
| 動力         | 2 × MWM RS127S 6缸柴油引擎，700 匹馬力 (522 kW) / 2 × SSW PGVV322/26 雙動電力發動機，402 匹馬力 (300 kW) |
| 最大速度     | 水面13節(15 mph; 24 km/h)、 水下6.9節(7.9 mph; 12.8 km/h)                                                |
| 續航力       | 水面1600海里(2960 km)/8節(15 km/h)、 水下35海里(65 km)/4節(7 km/h)                                       |
| 最大下潛深度 | 150米（492尺）                                                                                           |
| 下潛時間     | 35秒（潛望鏡深度-10米）                                                                                  |
| 武器         | 3 ×533mm魚雷發射管（船首），5枚魚雷                                                                      |
| 潛艇人員     | 22－24人                                                                                                 |

| IIB型        | 1934-1940                                                                                                |
| 參數         | 數據 |
| 排水量       | 水面279噸/ 水下328噸/ 總計414噸                                                                          |
| 長度         | 42.7米(140尺1寸) 全長/ 28.2米(92尺6寸)壓力殼                                                             |
| 寬度         | 4.1米(13尺5寸) 全長/ 4米(13尺1寸)壓力殼                                                                  |
| 高度         | 8.6米(28尺3寸)                                                                                           |
| 吃水深度     | 3.9米(12尺10寸)                                                                                          |
| 動力         | 2 × MWM RS127S 6缸柴油引擎，700 匹馬力 (522 kW) / 2 × SSW PGVV322/26 雙動電力發動機，402 匹馬力 (300 kW) |
| 最大速度     | 水面13節(15 mph; 24 km/h)、 水下7節(8.1 mph; 13 km/h)                                                    |
| 續航力       | 水面3100海里(5741 km)/8節(15 km/h)、 水下43海里(80 km)/4節(7.4 km/h)                                     |
| 最大下潛深度 | 150米(492尺)                                                                                             |
| 下潛時間     | ？秒（潛望鏡深度-10米）                                                                                  |
| 武器         | 3 ×533mm魚雷發射管（船首），5枚魚雷                                                                      |
| 潛艇人員     | 22－24人                                                                                                 |

| IIC型        | 1934-1940                                                                                                |
| 參數         | 數據 |
| 排水量       | 水面291噸 / 水下341噸 / 總計435噸                                                                        |
| 長度         | 43.9米(144尺0寸) 全長 / 29.6米(97尺1寸)壓力殼                                                            |
| 寬度         | 4.1米(13尺5寸) 全長 / 4米(13尺1寸)壓力殼                                                                 |
| 高度         | 8.4米(27尺7寸)                                                                                           |
| 吃水深度     | 3.9米(12尺10寸)                                                                                          |
| 動力         | 2 × MWM RS127S 6缸柴油引擎，700 匹馬力 (522 kW) / 2 × SSW PGVV322/26 雙動電力發動機，402 匹馬力 (300 kW) |
| 最大速度     | 水面12節(14 mph; 22 km/h)、 水下7節(8.1 mph; 13 km/h)                                                    |
| 續航力       | 水面3800海里(7038 km)/8節(15 km/h)、 水下42海里(78 km)/4節(7.4 km/h)                                     |
| 最大下潛深度 | 150米（492尺）                                                                                           |
| 下潛時間     | ？秒（潛望鏡深度-10米）                                                                                  |
| 武器         | 3 × 533mm魚雷發射管（船首），5枚魚雷                                                                     |
| 潛艇人員     | 22－24人                                                                                                 |

| IID型        | 1934-1940                                                                                                |
| 參數         | 數據 |
| 排水量       | 水面314噸 / 水下364噸 / 總計460噸                                                                        |
| 長度         | 44米(144尺4寸) 全長 / 29.8米(97尺9寸)壓力殼                                                              |
| 寬度         | 4.9米(16尺1寸) 全長 / 4米(13尺1寸)壓力殼                                                                 |
| 高度         | 8.4米(27尺7寸)                                                                                           |
| 吃水深度     | 3.9米(12尺10寸)                                                                                          |
| 動力         | 2 × MWM RS127S 6缸柴油引擎，700 匹馬力 (522 kW) / 2 × SSW PGVV322/26 雙動電力發動機，402 匹馬力 (300 kW) |
| 最大速度     | 水面12.7節(14.6 mph; 23.5 km/h)、 水下7.4節(8.5 mph; 13.7 km/h)                                          |
| 續航力       | 水面5650海里(10464 km)/8節(15 km/h)、 水下56海里(104 km)/4節(7.4 km/h)                                   |
| 最大下潛深度 | 150米（492尺）                                                                                           |
| 下潛時間     | 25秒（潛望鏡深度-10米）                                                                                  |
| 武器         | 3 × 533mm魚雷發射管（船首），5枚魚雷                                                                     |
| 潛艇人員     | 22－24人                                                                                                 |

- IID型
  - 排水量：水面314吨/水下364吨
  - 最大速度：水面12.7节/水下7.9节
  - 续航力：水面3450海里/12节、水下56海里/4节
  - 安全下潜深度：125米
  - 下潜到潜望镜深度（10米）的时间：25秒
  - 鱼雷发射管：前部3个533mm发射管，共3枚鱼雷
  - 潜艇人员：军官4人、士官9人、水兵14人

VII系列
- VIIB型
  - 排水量：水面735吨/水下857吨
  - 最大速度：水面17.2节/水下8节

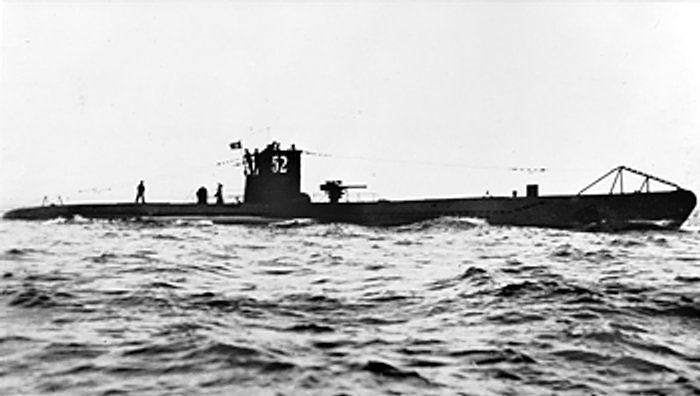
VIIB型的U-52號

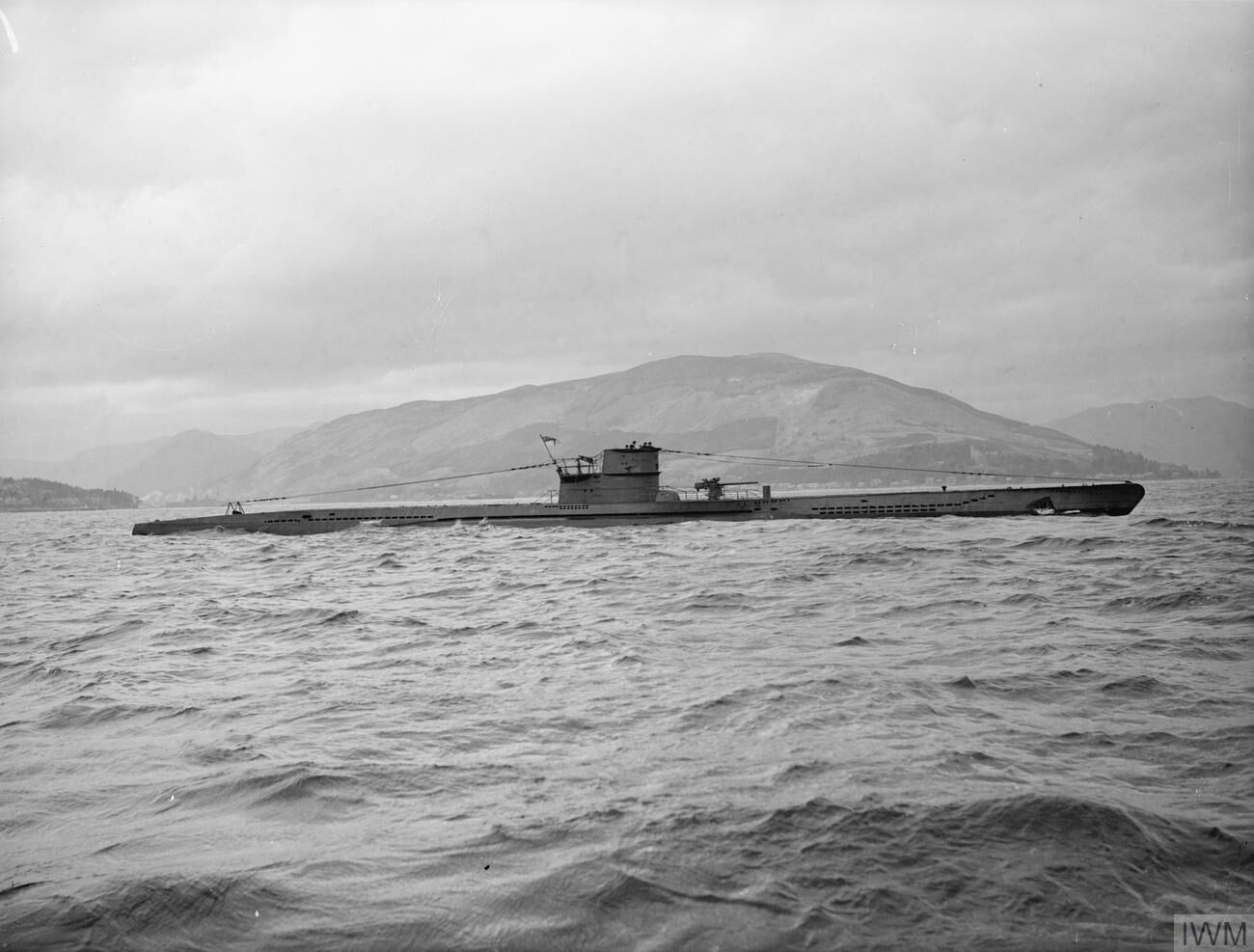
VIIC型的U-570號

  - 续航力：水面6500海里/12节、水下90海里/4节
  - 安全下潜深度：150米
  - 下潜到潜望镜深度（12米）的时间：30秒
  - 鱼雷发射管：前4后1，共5个533mm发射管
  - 潜艇人员：军官5人、士官16人、水兵30人

- VIIC型
  - 排水量：水面761吨/水下865吨
  - 最大速度：水面17节/水下7.6节
  - 续航力：水面6500海里/12节、水下90海里/4节
  - 安全下潜深度：150米
  - 下潜到潜望镜深度（12米）的时间：27秒
  - 鱼雷发射管：前4后1，共5个533mm发射管
  - 潜艇人员：军官5人、士官16人、水兵30人

IX型
- IXB型
  - 排水量：水面1050吨/水下1178吨
  - 最大速度：水面18.2节/水下7.3节
  - 续航力：水面8700海里/12节、水下64海里/4节
  - 安全下潜深度：165米
  - 下潜到潜望镜深度（12米）的时间：35秒
  - 鱼雷发射管：前4后2，共6个533mm发射管
  - 潜艇人员：军官5人、士官19人、水兵32人

- IXC型
  - 排水量：水面1120吨/水下1232吨
  - 最大速度：水面18.3节/水下7.3节
  - 续航力：水面11000海里/12节、水下63海里/4节
  - 安全下潜深度：165米
  - 下潜到潜望镜深度（12米）的时间：37秒
  - 鱼雷发射管：前4后2，共6个533mm发射管
  - 潜艇人员：军官5人、士官19人、水兵32人

- IXD2型
  - 排水量：水面1616吨/水下1804吨
  - 最大速度：水面19.2节/水下6.9节
  - 续航力：水面12750海里/12节、水下57海里/4节
  - 安全下潜深度：165米
  - 下潜到潜望镜深度（12米）的时间：42秒
  - 鱼雷发射管：前4后2，共6个533mm发射管
  - 潜艇人员：军官5人、士官19人、水兵32人

XXI型
- XXI型
  - 排水量：水面1621吨/水下1829吨
  - 最大速度：水面15.6节/水下17.5节

XXI型的U-3003

  - 续航力：水面11150海里/12节、水下285海里/6节
  - 安全下潜深度：210米
  - 下潜到潜望镜深度（16米）的时间：25秒
  - 鱼雷发射管：前部6个533mm发射管，23枚鱼雷
  - 潜艇人员：军官6人、士官24人、水兵34人

## 现代的U型潜艇
现代的德国拥有的潜艇型号为205级、206级、209级、212级，均为柴電潛艇。另有214級專門出口。

### 212级
德國聯邦國防軍海軍于2005年開始服役的潛艇，是全世界第二種進入服役的装备AIP的常规动力潜艇（第一種為瑞典的哥特蘭級潛艦），其使用了燃料電池的柴電動力設計。212型潛艇配備6具魚雷發射管，外帶12枚魚雷，同時可以發射由IRIS-T改良的短程對空飛彈，未來並且考慮加上發射巡弋飛彈的能力。潛艇的主要結構與內部設施由無磁性材料打造，可以增強在海下作業時的隐蔽能力。採用燃料電池可以長時間在水面下，不需要浮出水面充電，目前廠商宣稱最多能夠連續潛航三星期，最高時速22節。
212型数据：
- 排水量：水面1200吨/水下1800吨
- 体积：长51米、宽6.9米、吃水6.4米
- 武装：6个533毫米鱼雷管，18枚鱼雷（6+12，表示6枚储备于鱼雷管内，12枚储备于鱼雷舱，下同）
- 动力：柴油/电力，单轴推进，7叶螺旋桨，拥有AIP系统。
- 速率：潜航约22节

### 209级
（有1000、1200、1300、1400四种子型号）
- 排水量：水面1207吨/水下1586吨
- 体积：长54.1－61.2米（视子型号而定）、宽6.3米、吃水5.5米
- 武装：8个533毫米鱼雷管，14枚鱼雷（8+6）
- 动力：柴油/电力，单轴推进，7叶螺旋桨，5000马力
- 速率：潜航 22节

### 206（206A）级
- 排水量：水面450吨/水下520吨

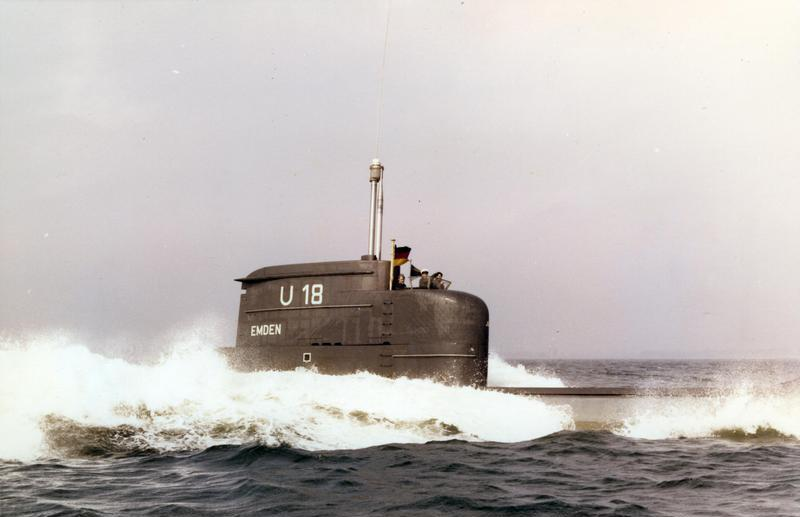
206級

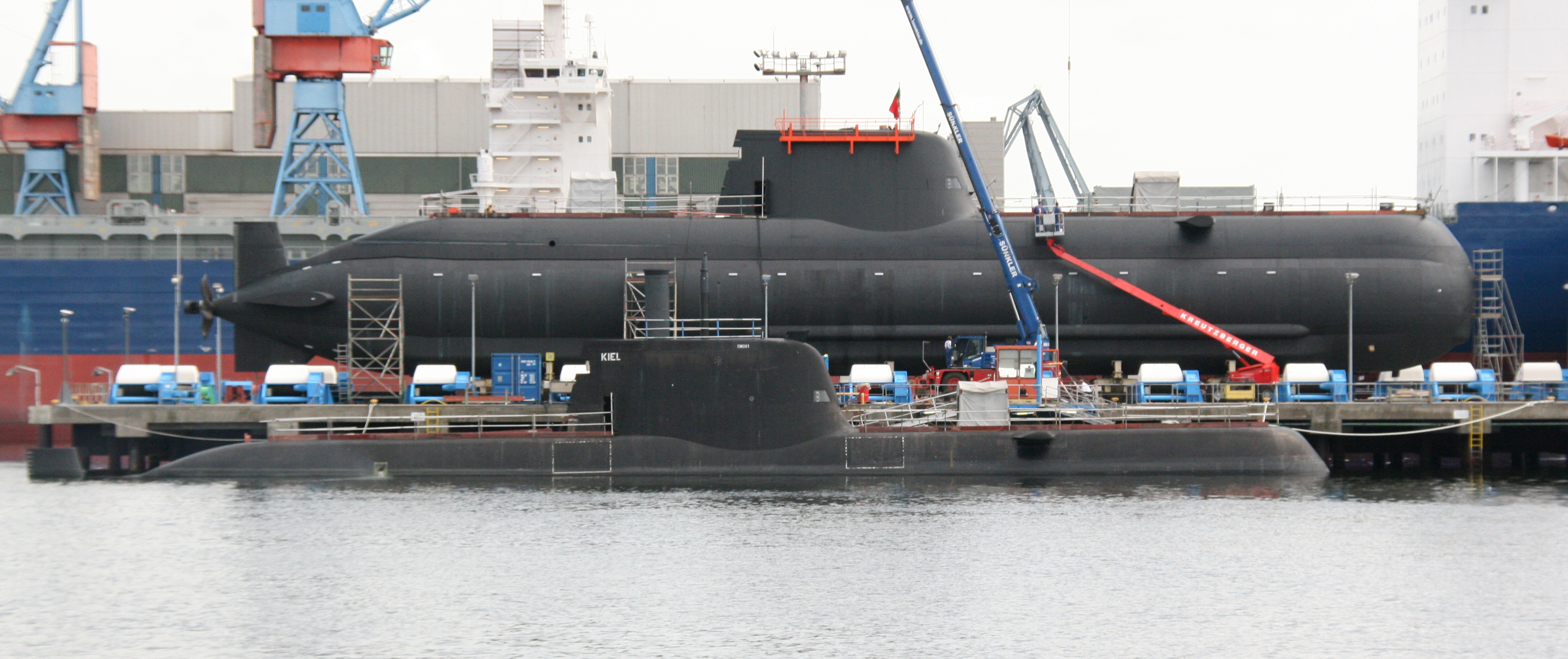
213級潛艦於2007年

- 体积：长48.6米、宽4.7米、吃水4.3米
- 武装：8个533毫米鱼雷管，16枚鱼雷（8+8）
- 动力：柴油/电力，单轴推进，7叶螺旋桨，2300马力
- 速率：潜航 17节

### 205级
- 排水量：水面419吨/水下455吨
- 体积：长43.5米、宽4.6米、吃水3.8米
- 武装：8个533毫米鱼雷管，8枚鱼雷（8+0）
- 动力：柴油/电力，单轴推进，7叶螺旋桨，2300马力
- 速率：潜航 17节

## U型潜艇的游戏
最知名的PC平台潜艇模拟游戏出自于Ubisoft的Silent Hunter系列（中文译名：猎杀潜航），其中猎杀潜航2、猎杀潜航3和猎杀潜航5中玩家操作的是德国U型潜艇，在Silent Hunter IV的1.5补丁中也可操作U型潜艇。
EA中的BATTLEFIELD 1942也有U BOAT。

## 部分U型潜艇舷号
| U-1号潜艇  | U-2号潜艇   | U-3号潜艇   | U-4号潜艇   | U-5号潜艇   | U-6号潜艇   | U-7号潜艇   | U-8号潜艇  |
| U-9号潜艇  | U-10号潜艇  | U-11号潜艇  | U-12号潜艇  | U-13号潜艇  | U-14号潜艇  | U-15号潜艇  | U-16号潜艇 |
| U-17号潜艇 | U-18号潜艇  | U-19号潜艇  | U-20号潜艇  | U-21号潜艇  | U-22号潜艇  | U-23号潜艇  | U-24号潜艇 |
| U-25号潜艇 | U-26号潜艇  | U-27号潜艇  | U-28号潜艇  | U-29号潜艇  | U-30号潜艇  | U-31号潜艇  | U-32号潜艇 |
| U-33号潜艇 | U-34号潜艇  | U-35号潜艇  | U-36号潜艇  | U-37号潜艇  | U-38号潜艇  | U-39号潜艇  | U-40号潜艇 |
| U-41号潜艇 | U-42号潜艇  | U-43号潜艇  | U-44号潜艇  | U-45号潜艇  | U-46号潜艇  | U-47号潜艇  | U-48号潜艇 |
| U-49号潜艇 | U-50号潜艇  | U-51号潜艇  | U-52号潜艇  | U-53号潜艇  | U-54号潜艇  | U-55号潜艇  | U-56号潜艇 |
| U-57号潜艇 | U-58号潜艇  | U-59号潜艇  | U-60号潜艇  | U-61号潜艇  | U-62号潜艇  | U-63号潜艇  | U-64号潜艇 |
| U-81号潜艇 | U-101号潜艇 | U-110号潜艇 | U-156号潜艇 | U-506号潜艇 | U-522号潜艇 | U-556号潜艇 |            |

## 延伸閲讀
- Abbatiello, John (2005) Anti-Submarine Warfare in World War I: British Naval Aviation and the Defeat of the U-Boats
- Buchheim, Lothar-Günther. Das Boot (original German edition 1973, eventually translated into English and many other Western languages). Movie adaptation in 1981, directed by Wolfgang Petersen
- Gannon, Michael (1998) Black May. Dell Publishing. ISBN 0-440-23564-2
- Gannon, Michael (1990) Operation Drumbeat. Naval Institute Press. ISBN 978-1-59114-302-4
- Gray, Edwyn A. (1994) The U-Boat War, 1914–1918
- Hans Joachim Koerver (2010) German Submarine Warfare 1914–1918 in the Eyes of British Intelligence, LIS Reinisch, ISBN 978-3-902433-79-4
- Kurson, Robert (2004) Shadow Divers: The True Adventure of Two Americans Who Risked Everything to Solve One of the Last Mysteries of World War II. Random House Publishing. ISBN 0-375-50858-9
- Möller, Eberhard and Werner Brack (2006) The Encyclopedia of U-Boats: From 1904 to the Present, ISBN 1-85367-623-3
- O'Connor, Jerome M. (June 2000) "Inside the Grey Wolves' Den." Naval History. The US Naval Institute Author of the Year feature describes the building and operation of the German U-boat bases in France.
- Preston, Anthony (2005) The World's Greatest Submarines.
- Stern, Robert C. (1999) Battle Beneath the Waves: U-boats at war. Arms and Armor/Sterling Publishing. ISBN 1-85409-200-6.
- Showell, Jak Mallmann (2006) The U-boat Century: German Submarine Warfare, 1906–2006, ISBN 1-59114-892-8
- van der Vat, Dan (1988) The Atlantic Campaign. Harper & Row. Connects submarine and antisubmarine operations between World War I and World War II, and suggests a continuous war.
- Von Scheck, Karl. U122: The Diary of a U-boat Commander. Diggory Press, ISBN 978-1-84685-049-3
- Georg von Trapp and Elizabeth M. Campbell (2007) To the Last Salute: Memories of an Austrian U-Boat Commander
- Westwood, David (2005) U-Boat War: Doenitz and the evolution of the German Submarine Service 1935–1945, ISBN 1-932033-43-2
- Werner, Herbert. Iron Coffins: A Personal Account of the German U-Boat Battles of World War II, ISBN 978-0-304-35330-9

## 外部連結
- TheSubPen （页面存档备份，存于） The Sub "Pen," your home for submarine and U-boat history.
- uboat.net （页面存档备份，存于） Comprehensive reference source for WW I and WW II U-boat information.
- uboat-bases.com （页面存档备份，存于） The German U-boat bases of the WW-II in France: Brest, Lorient, St-Nazaire, La Rochelle, Bordeaux.
- ubootwaffe.net （页面存档备份，存于） Comprehensive reference source for WW II U-boat information.
- WWII German UBoats （页面存档备份，存于）
- German sub sank near U.S. （页面存档备份，存于）, The Augusta Chronicle
- U Boat Sanctuary – Inside The Indestructible U Boat Bases In Brittany （页面存档备份，存于） History Articles
- U-112 and U-53 Submarine Collection （页面存档备份，存于） at Dartmouth College Library